# Зотов, Константин Владимирович
Константин Владимирович Зотов (род. 14 января 1986, Аскиз, Красноярский край) — российско-казахстанский футболист, полузащитник.

## Карьера
Родной брат Александра Зотова. Воспитанник футбольной школы московского «Динамо». С 2006 года выступает в клубах Суперлиги Казахстана: «Иртыш», «Кайрат», «Акжайык». В 2014 году перешёл в «Жетысу». В 2014 году вышел на поле раз. В сезоне 2015 года не выходил на поле.